# Décennie 1850 en arts plastiques
Chronologie des arts plastiques
Années 1840 - Années 1850 - Années 1860
Cet article concerne les années 1850 en arts plastiques.

## Événements
- Vers 1855-1862[1] : le groupe des Macchiaioli,un mouvement pictural opposé à l’académisme, se développe à Florence. Ses membres se réunissent au Caffè Michelangiolo et sont pour la plupart des démocrates fervents (Nino Costa, Telemaco Signorini, Giovanni Fattori)[2].
- 17 février 1852 (5 février du calendrier julien) : inauguration du musée de l'Ermitage à Saint-Pétersbourg[3].
- 1855 : après que ses toiles Un enterrement à Ornans et L'Atelier du peintre aient été refusées, le peintre français Gustave Courbet organise avenue Montaigne une exposition privée en marge de l'Exposition universelle intitulée « Du Réalisme » et publie un catalogue avec préface, manifeste du réalisme, probablement rédigé par Champfleury[4].

- Vers 1856-1862 : le graveur Félix Bracquemond découvre un livret d'Hokusai qui avait servi à caler des porcelaines chinoises chez l'imprimeur Delâtre à Paris ; il l'utilise pour décorer un service de porcelaine présenté en 1867 par Eugène Rousseau. Pour la première fois un artiste européen copie directement un artiste japonais. L’art japonais arrive en France et influence les artistes et écrivains surtout après l'Exposition universelle de 1867 (Japonisme)[5]. En effet, la période d'autarcie politique, économique et culturelle du Japon cesse progressivement entre la Convention de Kanagawa (1854) et le traité Harris (1858), qui ont progressivement imposé à l'Empire du soleil levant, sous la menace, une normalisation de ses rapports avec le reste du monde, ce qui autorise une circulation de ses œuvres d'art.

## Réalisations
- 1849-1850 : Un enterrement à Ornans, toile de Courbet[6].
- 1849-1851 :
  - La Forêt de Fontainebleau : matin, toile de Théodore Rousseau[7].
  - le peintre américain d'origine allemande Emanuel Leutze peint deux versions Washington Crossing the Delaware[8].

- 8 mars 1850 : le peintre français Eugène Delacroix reçoit la commande du décor central du plafond de la Grande Galerie d'Apollon au Louvre, mis en place le 16 octobre 1851[9].
- 1850 :
  - Une matinée. La danse des nymphes, toile de Corot[10].
  - Dante et Virgile, tableau de William Bouguereau[11].
  - L'Incendie tableau d'Alexandre Antigna[12].
- Vers 1850 : le peintre allemand Carl Spitzweg peint trois versions du  Rat de bibliothèque[13].
- 1851 : Ingres achève le portrait de Madame Moitessier (commencé en 1844) ; en 1856 il peint le portrait de Madame Moitessier assise[14].
- 1852 :
  - Daubigny expose au Salon La Moisson et une Vue des bords de la Seine [15].
  - Ophélie et Un Huguenot, toiles de John Everett Millais[16].

- 15 avril 1853 : Les Baigneuses, La Fileuse endormie et Les Lutteurs, toiles de Courbet exposées au Salon, soulèvent les attaques de la critique[17].
- 1854-1855 : La Chasse aux lions, toile de Delacroix[18].
- 1855 : 
  - Gustave Courbet peint Les Cribleuses de blé et L'Atelier du peintre[17].
  - Franz Xaver Winterhalter peint L'Impératrice Eugénie entourée de ses dames d'honneur[19].
- Vers 1855 : La Récolte des pommes de terre, toile de Millet[20].
- 1856 : Dominique Ingres achève La source, toile commencée vers 1820[21].

- 1857 : 
  - Les Demoiselles des bords de la Seine, toile de Courbet[17].
  - Des glaneuses, toile de Jean-François Millet[22].
  - Le Concert champêtre toile de Corot[23].
- 1857-1859 : le peintre français Jean-François Millet peint L'Angélus[24].

- 1859 : Le Buveur d'absinthe, de Manet, est refusé au Salon[25].

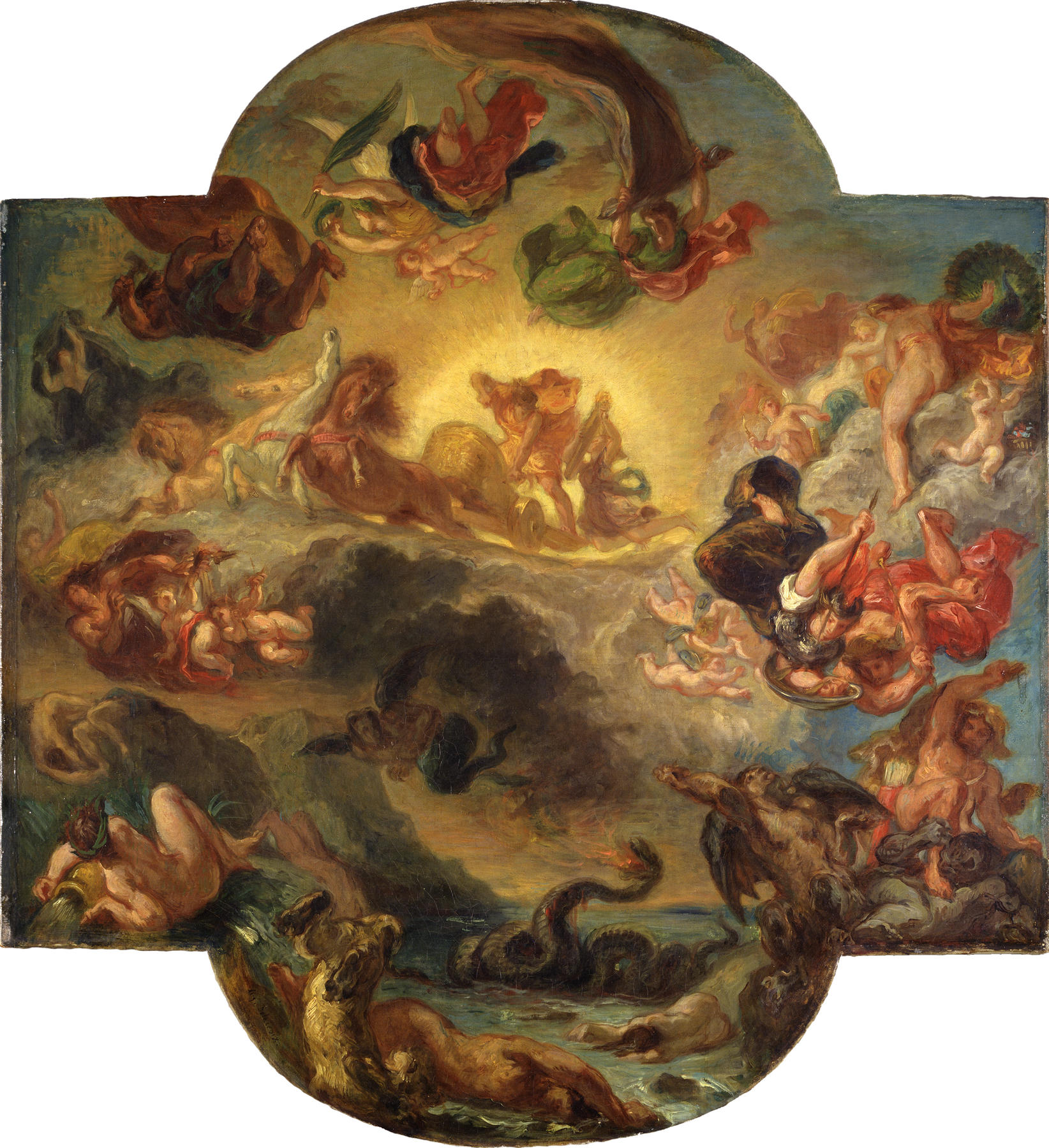
Apollon vainqueur du serpent Python, Delacroix.
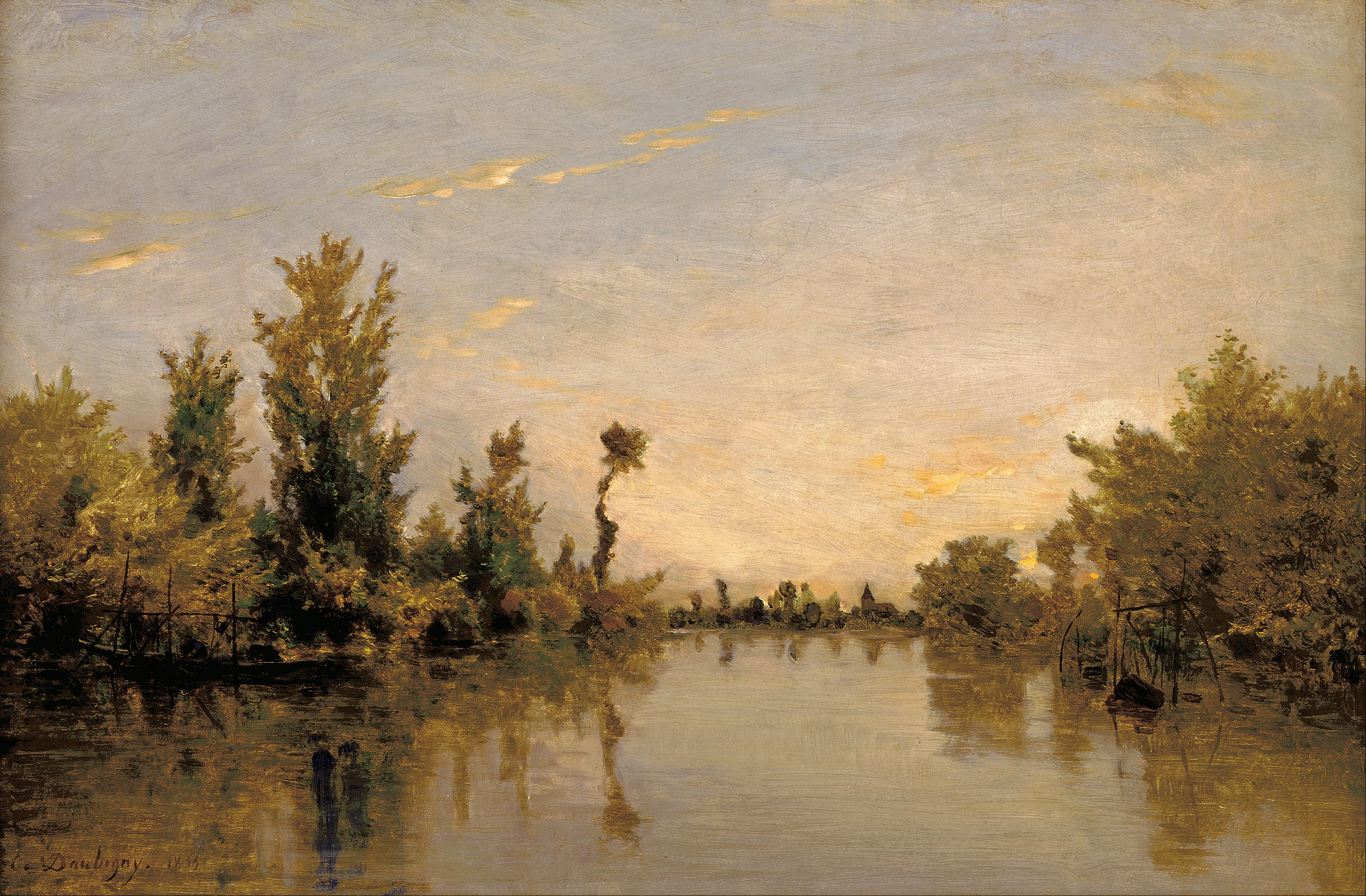
Vue des bords de la Seine , Daubigny